# Narodni park Caldera de Taburiente
Narodni park Caldera de Taburiente (špansko Parque Nacional de la Caldera de Taburiente) je narodni park na otoku La Palma, Kanarski otoki, Španija. Vsebuje kaldreo Caldera de Taburiente, ki prevladuje nad severnim delom otoka in je bila leta 1954 označena kot narodni park. Teleskopi observatorija Roque de los Muchachos so zelo blizu vrha.

## Toponim
Beseda caldera v španščini pomeni 'kotel'. Taburiente ni španska beseda, ampak izhaja iz jezika Gvančev in pomeni 'navaden, raven'.

## Geografija
Premer kaldere je približno 10 km, ponekod se stene dvigajo 2000 m nad dno kaldere. Najvišja točka je Roque de los Muchachos na severni steni, na 2426 m nadmorske višine, do katere se lahko pride po cesti. Cumbrecita je na nižji točki v jugovzhodnem delu roba kaldere. Na jugozahodu se kaldera odpira proti morju skozi strugo, imenovano Barranco de las Angustias. Cumbre Nueva je greben, ki se začne pri kalderi in se nadaljuje proti jugu. Kaldera je nastala pred približno 2 milijonoma let z ogromnim ščitastim vulkanom s premerom približno 20 km. Vendar pa kaldera ni nastala zaradi eksplozije tega vulkana, temveč zaradi erozije, ki se je začela iz prvotnega kraterja vulkana.

### Geološka dediščina IUGS
Glede na njen pomen pri razvoju vulkanologije je Mednarodna zveza geoloških znanosti (IUGS) vključila vulkansko kaldero Taburiente v svojo zbirko 100 območij geološke dediščine po vsem svetu na seznamu, objavljenem oktobra 2022. Organizacija opredeljuje 'območje geološke dediščine IUGS' kot »ključno mesto z geološkimi elementi in/ali procesi mednarodnega znanstvenega pomena, ki se uporablja kot referenca, in/ali z znatnim prispevkom k razvoju geoloških znanosti skozi zgodovino«.

## Rastlinstvo in živalstvo
Eden od glavnih ciljev upravljanja, določenih v Načrtu upravljanja za uporabo in upravljanje (PRUG) kaldere, je izvajanje programov genetskega reševanja ogroženih vrst na tem območju, saj so v tem parku številni endemizmi, od katerih so mnogi v nevarnosti.

### Rastlinstvo
Aeonium virgineum.
Vrsta, ki prevladuje in oblikuje pokrajino, je kanarski bor (Pinus canariensis). Ena od posebnosti kanarskega bora je, da prenaša požare zaradi svoje starodavne prilagoditve na ogenj, ki ga povzročajo vulkanski izbruhi: lubje gori, vendar znotraj še naprej živi. Kanarski bor spremlja 'amagante' (Cistus symphytifolius), te endemične vrste Kanarskih otokov so čudoviti kolonizatorji zelo revnih tal in so se razširile v teh negostoljubnih vulkanskih tleh.
Našli so tudi druge skalnjake (Cistus monspeliensis), ob vznožju katerih raste tako rekoč zakopana parazitska rastlina, batatilla ali vaquita (Cytinus hypocistis).
Znotraj kaldere je lovorjev gozd (Laurisilva canaria): formacije faje in resja, ki jih na Kanarskih otokih imenujejo monte verde, velikega ekološkega pomena, saj je obilen vir organskega gnojila in kondenzacijsko sredstvo za meglice, ki nastajajo v kalderi, kar zagotavlja vlago tal. Taki sta fajo ali kanarsko bukev (Myrica faya) in resje (Erica arborea).
Znotraj grap, kjer je vlažnost večja, v ostankih lovorjevih gozdov so: bodika Ilex canariensis, azorski lovor (Laurus azorica), barbusana (Apollonias canariensis), viñátiga (Persea indica) ali marmolana (Myrsine canariensis).
Druge pogoste vrste so kanarska vrba (Salix canariensis), tajinastes (Echium), orlova praprot (Pteris aquilina), bežeka (Aeonium, Greenovia, Aichryson), tabaiba (Euphorbia), kanarski grint (Senecio kleinia).
Nad 1700 metri najdemo Adenocarpus viscosus, kanarski brin (Juniperus cedrus), Viola palmensis, Echium gentianoides in Teline benehoavensis.

### Živalstvo
Večino favne parka predstavljajo členonožci, predvsem žuželke, ki pa so še premalo raziskane in ni znano, koliko različnih vrst je; tako kot v ostalih taksonomskih skupinah je endemizmov veliko. Številna sta skolopendra (stonoga), ki v dolžino doseže skoraj ped in volčji pajek (Lycosidae). Na nadmorski višini 2000 metrov je jama, v kateri živi jamski hrošč, endemit La Palme. Njegova posebnost je, da je izgubil oči in pigmentacijo.
Favna vretenčarjev je redka in večinoma so vnesene vrste z izjemo netopirjev, nekaterih dvoživk, plazilcev in rib.
Sesalci: barbarska ovca (Ammotragus lervia), domača koza, divji kunec (Oryctolagus cuniculus), ki resno ogrožajo endemične rastline, nekatere divje mačke in štiri vrste netopirjev, kot so evropski prostorepi netopir (Tadarida teniotis), kanarski dolgouhi netopir (Plecotus teneriffae), Savijev netopir in mali netopir.
Ptice: kot so vetruška (Falco tinnunculus canariensis), golob skalnjak (Columba livia canariensis), golob belorepec (Columba junoniae), rdečekljuna kljuna (Pyrrhocorax pyrrhocorax barbarus), vrana (Corvus corax tingitanus), kos (Turdus merula agnetae), modre sinice (Parus caeruleus palmensis) ali črna kapica (Sylvia atricapilla atricapilla).
Dvoživke: sredozemska drevesna žaba (Hyla meridionalis) in perezova žaba (Pelophylax perezi).
Plazilci: Delalandski gekon ali gekon (Tarentola delalandii) ali kuščar (Gallotia galloti).
BirdLife International je park prepoznal kot pomembno območje za ptice (IBA), ker podpira populacije lovorovih golobov, rdečekljuncev in atlantskih kanarčkov.

## Naravni spomenik Idafe
Sredi kraterja je med dvema soteskama gorski greben, na katerem se dviga skoraj sto metrov visoka skalnata igla iz vulkanskega bazalta Roque Idafe ((28°42′44″N 17°52′50″W / 28.71222°N 17.88056°W)). Po staroselskem izročilu je imel ta kamen velik pomen. Na njem so žrtvovali živali, da se skala ne bi zrušila in s tem zgodila velika katastrofa, saj so jo verjetno videli kot oporo med nebom in zemljo. Vendar na tem območju niso našli nobenih arheoloških najdb. Roque Idafe je bila leta 1994 razglašena za naravni spomenik.

## Človeška zgodovina
Med španskim osvajanjem Kanarskih otokov v 15. stoletju je bila kaldera kraj zadnjega prebivališča domorodnih prebivalcev arhipelaga, veje Gvančev, znanih kot Benahoaritas. Izkazalo se je, da je za invazivne Špance nepremagljivo in premagali so Benahoarito le tako, da so zvabili njihovega voditelja ven pod pretvezo, da vodijo pogovore.
Leta 1815 je nemški geolog Christian Leopold von Buch obiskal Kanarske otoke, med katerimi je obiskal otok Tenerife, kjer je bil odpeljan do Caldera de las Cañadas. Obiskal je La Palmo, potem ko je bil na Tenerifu in v svojem dnevniku pojasnjuje, da je lahko razlikoval med kaldero vulkanskega izvora in erozijskim izvorom za kaldero Taburiente. Po vrnitvi v Nemčijo je izdal svojo revijo in v geološki besednjak uvedel izraz kaldera.
V 1830-ih je kaldera dala navdih za nekatere umetnosti, ki so združevale študij geologije in botanike, kot je delo Sabina Berthelota in Felix-Achilla St. Aulaireja.
- Vrh Roque de Los Muchachos
- Pogled z Roque de los Muchachos na severni del kaldere
- Oblaki v kalderi
- Pinus canariensis - Caldera de Taburiente
- Barranco de las Angustias
- Kissenlava
- 'Rdeči slap', slap obarvan z minerali Río Almendro amargo